# 棘绿藻属
棘绿藻属（学名：Acanthochloris）是肋胞藻科下的一个属。

## 下属物种
本属包括以下物种：
- Acanthochloris bacillifera Pascher
- Acanthochloris scherffelii Pascher